# Alicia Giustiniani
Alicia Giustiniani var en dogaressa av Venedig, gift med Venedigs doge Francesco Donato (r. 1545-1553).
Liksom sin företrädare Maria Pasqualigo ägnade sig Alicia mycket åt uppgiften att gynna och uppmuntra konst och hantverk i Venedig, som just då befann sig i förfall. Bland annat lät hon nyinreda Dogepalatsets privata bostadsvåningar. 
Alicia var dock mest känd för sina insatser för glasindustrin i Murano. I egenskap av dogaressa var hon skrånas beskyddare, och det var därför hon som mottog glasskråets klagomål 1547-49. Hon lyssnade på kritiken och lyckades med hjälp av sitt personliga inflytande genomdriva reformer för dem år 1550: bland annat tillstånd för dem att resa utomlands.